# Kevin Strootman
Kevin Johannes Willem Strootman (Ridderkerk, 13 februari 1990) is een Nederlands voormalig profvoetballer die doorgaans als centrale middenvelder speelde. Hij speelde voor Sparta Rotterdam, FC Utrecht, PSV, AS Roma, Olympique Marseille, Genoa en Cagliari. Strootman debuteerde in 2011 in het Nederlands voetbalelftal, waarvoor hij tot 2019 in 46 interlands speelde.

## Clubcarrière

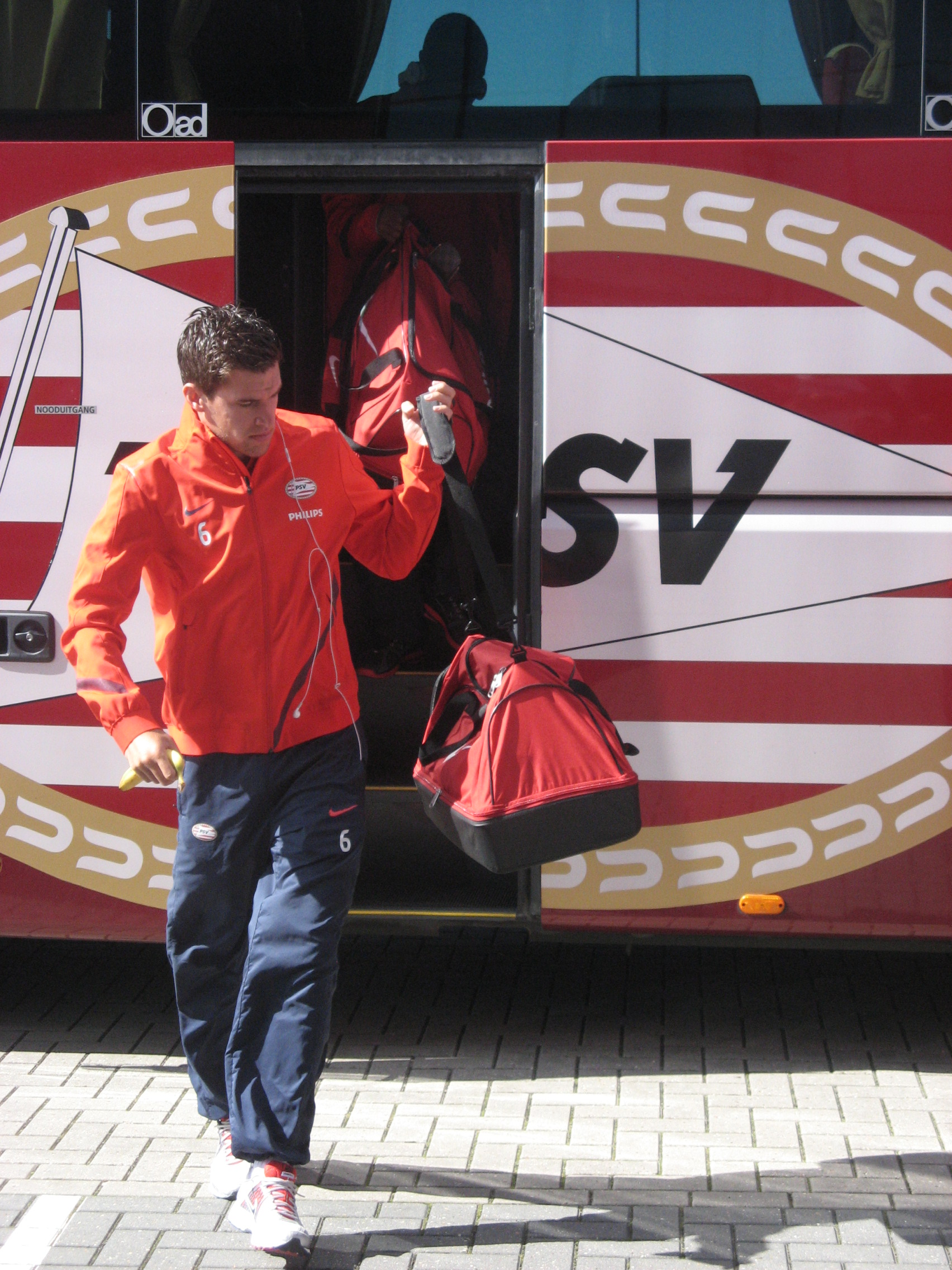
Strootman bij PSV in 2011

### Sparta Rotterdam
Strootman begon met voetballen bij VV Rijsoord, vanwaar hij opgenomen werd in de jeugdopleiding van Sparta Rotterdam. Hiervoor debuteerde hij op 15 februari 2008 in het betaald voetbal, in een met 6-2 verloren uitwedstrijd tegen Ajax. Hij viel in dat duel na 57 minuten in voor Edwin van Bueren. Op 14 november van dat jaar werd bekendgemaakt dat de club het contract met de middenvelder tot 2012 had verlengd. Strootman bleef 3,5 jaar bij Sparta en speelde daarin 72 competitiewedstrijden. Hij degradeerde aan het eind van het seizoen 2009/10 met de Rotterdamse club naar de Eerste divisie.

### FC Utrecht
Strootman speelde een halfjaar in de Eerste divisie en tekende in januari 2011 bij FC Utrecht. Hier groeide hij in een half jaar uit tot een van de drijvende krachten binnen het team, naast onder anderen Dries Mertens, Edouard Duplan en Ricky van Wolfswinkel. Zijn verblijf in de Domstad bleef hierdoor beperkt tot zes maanden.

### PSV
Door zijn ontwikkeling bij FC Utrecht kwam Strootman in de belangstelling te staan van PSV. Op 28 juni werd bekend dat hij samen met teamgenoot Dries Mertens voor een door de NOS geschatte som van dertien miljoen euro (voor beiden samen) de overstap naar de Eindhovense club maakte, waar hij voor vijf jaar tekende. Het is onbekend hoeveel er exact voor Strootman werd betaald.
Strootman debuteerde op 5 juli 2011 in het shirt van PSV. Hij viel in de tweede helft in tijdens een oefenwedstrijd uit bij Halsteren die PSV met 0–10 won. Zijn Eredivisiedebuut voor PSV maakte hij tegen AZ (3-1 verloren) op 7 augustus 2011. Op 25 augustus 2011 maakte hij zijn eerste officiële doelpunt in Eindhovense dienst. PSV kwalificeerde zich in een thuiswedstrijd tegen SV Ried voor de groepsfase van de Europa League, waarbij Strootman op aangeven van Dries Mertens de 5–0-eindstand bepaalde. Strootmans eerste competitiedoelpunt voor PSV volgde op zaterdag 24 september 2011, thuis tegen Roda JC. In de 34e minuut schoot hij met links de 4–0 binnen. Strootman stond bij PSV in twee jaar in 62 van de 68 speelronden in de basis. Hij won in 2011/12 de KNVB Beker met de Eindhovense club en in 2012 de Johan Cruijff Schaal. Hij speelde in deze periode ook voor het eerst Europees voetbal, in de Europa League.

### AS Roma
Strootman tekende op maandag 15 juli 2013 een vijfjarig contract bij AS Roma. Dat betaalde 17,1 miljoen euro voor hem, door middel van bonussen oplopend tot maximaal 20 miljoen euro. Hij maakte op zondag 1 september zijn competitiedebuut voor de Romeinen, in een met 3-0 gewonnen wedstrijd tegen Hellas Verona. De middenvelder werd in de 87ste minuut gewisseld. Strootman maakte op maandag 16 september 2013 zijn eerste doelpunt voor AS Roma, in een competitiewedstrijd uit bij Parma (1–3).
Strootman scheurde op zondag 9 maart 2014 tijdens een competitieduel uit bij Napoli de voorste kruisband van zijn linkerknie af. Hierdoor was hij acht maanden niet in staat tot voetballen. Op zondag 9 november 2014 maakte hij na exact acht maanden blessureleed zijn rentree in het eerste elftal van AS Roma. Die dag kwam hij in de 84e minuut binnen de lijnen als vervanger van Seydou Keita, in een competitieduel thuis tegen Torino. Roma won met 3–0, een stand die op dat moment al op het bord stond.
Op 30 januari 2015 ging Strootman opnieuw onder het mes, nadat hij kort daarvoor in het competitieduel tegen Fiorentina een gekneusde knie had opgelopen. De ingreep was bedoeld om littekenweefsel uit zijn knie te laten halen, dat was ontstaan na zijn operatie aan de voorste kruisband. Hij maakte zijn rentree op zondag 21 februari 2016, toen hij in een competitiewedstrijd tegen US Palermo (5-0) na 78 minuten inviel voor Maicon.
Op 6 december 2016 werd Strootman voor twee wedstrijden geschorst wegens onsportief gedrag in de derby, twee dagen eerder, tegen Lazio Roma (0-2). Hij was verantwoordelijk voor de rode kaart van Lazio-wisselspeler Danilo Cataldi. Strootman maakte het eerste doelpunt voor Roma en veroorzaakte even later een opstootje met Cataldi: hij gooide tijdens een spelonderbreking water over Cataldi en ging daarna theatraal naar de grond, toen de Italiaan hem aan het shirt trok. Dat ontging scheidsrechter Luca Banti, maar op basis van tv-beelden strafte de Italiaanse voetbalbond hem alsnog wegens provoceren en zijn 'overduidelijke' schwalbe. De straf werd drie dagen later ingetrokken door de tuchtcommissie van de Italiaanse voetbalbond. Na twee seizoenen met veel blessureleed en (daardoor) weinig speeltijd, vocht Strootman zich in 2016/17 terug in de basis bij AS Roma. Hiermee werd hij dat seizoen voor de derde keer tweede in de Serie A, voor de derde keer achter Juventus. Hij bereikte in 2017/18 de halve finale van de Champions League met Roma.

### Olympique Marseille
Strootman verruilde AS Roma in augustus 2018 voor Olympique Marseille, de nummer vier van Frankrijk en verliezend finalist van de Europa League in het voorgaande seizoen. Het betaalde €25.000.000,- voor hem. Strootman ging hier opnieuw spelen onder coach Rudi Garcia, die hem van 2013 tot 2016 ook onder zijn hoede had bij AS Roma. Garcia maakte hem bij Marseille meteen basisspeler. In de slotfase van het seizoen moest hij het echter ook regelmatig doen met invalbeurten en reserveplaatsen. Het werd er voor Strootman niet beter op toen Garcia vertrok en André Villas-Boas hem in mei 2019 opvolgde. Zowel het aantal speelronden dat hij mee mocht doen als het aantal keren dat hij aan de aftrap stond werd in 2019/20 minder. Gedurende de eerste helft van seizoen 2020/21 begon hij vrijwel alleen nog maar op de reservebank.

### Terugkeer naar Italië
Marseille verhuurde Strootman in januari 2021 voor de rest van het seizoen aan Genoa, wat voor hem een terugkeer naar de Serie A betekende. Hij begon in de resterende 19 speelronden dat seizoen 18 keer in de basis. Waar Genoa in de eerste seizoenshelft nog maanden in de degradatiezone verkeerde, eindigden Strootman en zijn teamgenoten uiteindelijk op de elfde plaats. Hij bracht daarna ook 2021/22 door in de Serie A, nu op huurbasis bij Cagliari. Dit verblijf verliep een stuk onfortuinlijker. Strootman speelde de eerste tien speelronden, maar moest in december weer een operatie aan zijn knie ondergaan. Die kostte hem de rest van het seizoen.
Na zijn herstel bleek er voor Strootman nog steeds geen plaats bij Marseille. Hij ging daarom in augustus 2022 opnieuw naar Genoa, opnieuw op huurbasis. Hiermee ging hij voor het eerst sinds 2010 spelen op het tweede niveau, want de Italiaanse club was net gedegradeerd naar de Serie B. Net als eerder werd Strootman bij Genoa weer basisspeler. Hij speelde dat jaar 30 van de 38 speelronden en droeg op die manier bij aan het behalen van de tweede plaats, goed voor een onmiddellijke terugkeer naar de Serie A. Na afloop van het seizoen verruilde hij Marseille definitief voor Genoa.
Gedurende dit seizoen verloor hij zijn basisplek en werd zijn contract door Genoa niet verlengd. Gesprekken over een terugkeer naar Sparta Rotterdam liepen op niets uit. In oktober 2024 maakte Strootman bekend te zijn gestopt met voetballen.

## Clubstatistieken
| Seizoen        | Club                | Competitie     | Competitie | Competitie | Beker | Beker | Overig | Overig | Totaal | Totaal |
| Seizoen        | Club                | Competitie     | Wed.       | Dlp.       | Wed.  | Dlp.  | Wed.   | Dlp.   | Wed.   | Dlp.   |
| -------------- | ------------------- | -------------- | ---------- | ---------- | ----- | ----- | ------ | ------ | ------ | ------ |
| 2007/08        | Sparta Rotterdam    | Eredivisie     | 3          | 0          | 0     | 0     | —      | —      | 3      | 0      |
| 2008/09        | Sparta Rotterdam    | Eredivisie     | 25         | 2          | 3     | 1     | —      | —      | 28     | 3      |
| 2009/10        | Sparta Rotterdam    | Eredivisie     | 28         | 2          | 4     | 2     | 4      | 0      | 36     | 4      |
| 2010/11        | Sparta Rotterdam    | Eerste divisie | 16         | 4          | 1     | 0     | —      | —      | 17     | 4      |
| 2010/11        | FC Utrecht          | Eredivisie     | 14         | 2          | 2     | 0     | —      | —      | 16     | 2      |
| 2011/12        | PSV                 | Eredivisie     | 30         | 2          | 5     | 1     | 11     | 3      | 46     | 6      |
| 2012/13        | PSV                 | Eredivisie     | 32         | 6          | 5     | 1     | 5      | 1      | 42     | 8      |
| 2013/14        | AS Roma             | Serie A        | 25         | 5          | 4     | 1     | —      | —      | 29     | 6      |
| 2014/15        | AS Roma             | Serie A        | 6          | 0          | 0     | 0     | 1      | 0      | 7      | 0      |
| 2015/16        | AS Roma             | Serie A        | 5          | 0          | 0     | 0     | 0      | 0      | 5      | 0      |
| 2016/17        | AS Roma             | Serie A        | 33         | 4          | 3     | 0     | 9      | 2      | 45     | 6      |
| 2017/18        | AS Roma             | Serie A        | 32         | 1          | 1     | 0     | 11     | 0      | 44     | 1      |
| 2018/19        | AS Roma             | Serie A        | 1          | 0          | 0     | 0     | 0      | 0      | 1      | 0      |
| 2018/19        | Olympique Marseille | Ligue 1        | 28         | 1          | 1     | 0     | 5      | 0      | 34     | 1      |
| 2019/20        | Olympique Marseille | Ligue 1        | 25         | 2          | 5     | 0     | —      | —      | 30     | 2      |
| 2020/21        | Olympique Marseille | Ligue 1        | 11         | 0          | 0     | 0     | 3      | 0      | 14     | 0      |
| 2020/21        | → Genoa             | Serie A        | 18         | 0          | 0     | 0     | 0      | 0      | 12     | 0      |
| 2021/22        | → Cagliari          | Serie A        | 10         | 0          | 1     | 0     | 0      | 0      | 11     | 0      |
| 2022/23        | → Genoa             | Serie B        | 30         | 2          | 1     | 0     | 0      | 0      | 31     | 2      |
| 2023/24        | Genoa               | Serie A        | 27         | 0          | 2     | 0     | 0      | 0      | 29     | 0      |
| Carrièretotaal | Carrièretotaal      | Carrièretotaal | 389        | 33         | 37    | 6     | 49     | 6      | 480    | 45     |

Bijgewerkt t/m 26 mei 2024.

## Interlandcarrière
Strootman kwam als jeugdinternational uit voor Nederland –19 en –21. Hij deed in 2013 met Jong Oranje mee aan het EK –21 in Israël. Hij was in het team de aanvoerder. Op zaterdag 15 juni werd Jong Oranje in de halve finale uitgeschakeld doordat het met 1–0 verloor van Jong Italië.
Strootman debuteerde op 9 februari 2011 in het Nederlands voetbalelftal op de leeftijd van twintig jaar, nadat hij op 4 februari voor het eerst in de selectie was opgenomen. In een oefeninterland thuis tegen Oostenrijk (uitslag: 3–1) bracht toenmalig bondscoach Bert van Marwijk hem in de 72ste minuut in als vervanger van Theo Janssen. Hij was de 21e debutant onder Van Marwijk. Hij mocht ook in een EK-kwalificatiewedstrijd uit tegen Hongarije in de 82e minuut invallen voor Rafael van der Vaart. In een oefenwedstrijd Nederland-Brazilië op 4 juni 2011 stond hij in de basis. In de 74e minuut werd hij gewisseld voor Stijn Schaars. Vier dagen later, in een oefenwedstrijd tegen Uruguay, mocht hij opnieuw in de basis starten. In de 61e minuut werd hij opnieuw vervangen door Schaars.
Op 6 september 2011 maakte Strootman zijn eerste doelpunt voor Oranje. Tijdens een kwalificatiewedstrijd voor het EK 2012 in en tegen Finland volleerde hij in de 29ste minuut met zijn linkerbeen de 0–1 binnen uit een pass van Wesley Sneijder. Strootman was aanwezig op het EK 2012, maar kreeg geen speelminuten.
Op 10 maart 2014 werd bekend dat Strootman de kruisband in zijn linkerknie had afgescheurd. Ook was er vrees voor eventuele beschadigingen aan de meniscus. Door deze blessure, waar normaliter een revalidatieproces van zes maanden voor staat, miste hij het WK 2014 in Brazilië. Hij miste ook alle daaropvolgende wedstrijden in 2014 en 2015 en daarmee de kwalificatiewedstrijden voor het EK 2016, waarvoor Nederland zich niet kwalificeerde. Strootman maakte op 27 mei 2016 zijn rentree, tijdens een oefenwedstrijd tegen Ierland. Hij nam ook deel aan de hieropvolgende kwalificatiewedstrijden voor het WK 2018. Nederland wist zich niet te kwalificeren. Vanaf de start van de eerste editie van de UEFA Nations League op 9 augustus 2018 werd zijn positie in het veld overgenomen door Frenkie de Jong. Strootman werd nog wel opgenomen in de selectie, maar kreeg bijna geen speeltijd meer.
| Interlands van Kevin Strootman voor Nederland | Interlands van Kevin Strootman voor Nederland | Interlands van Kevin Strootman voor Nederland | Interlands van Kevin Strootman voor Nederland | Interlands van Kevin Strootman voor Nederland | Interlands van Kevin Strootman voor Nederland |
| №                                             | Datum                                         | Wedstrijd                                     | Uitslag                                       | Competitie                                    | Goals                                         |
| --------------------------------------------- | --------------------------------------------- | --------------------------------------------- | --------------------------------------------- | --------------------------------------------- | --------------------------------------------- |
|                                               |                                               |                                               |                                               |                                               |                                               |
| Als speler van FC Utrecht                     |                                               |                                               |                                               |                                               |                                               |
| 1                                             | 9 februari 2011                               | Nederland – Oostenrijk                        | 3 – 1                                         | Vriendschappelijk                             |                                               |
| 2                                             | 25 maart 2011                                 | Hongarije – Nederland                         | 0 – 4                                         | EK-kwalificatie 2012                          |                                               |
| 3                                             | 4 juni 2011                                   | Brazilië – Nederland                          | 0 – 0                                         | Vriendschappelijk                             |                                               |
| 4                                             | 8 juni 2011                                   | Uruguay – Nederland                           | 1 – 1                                         | Vriendschappelijk                             |                                               |
| Als speler van PSV                            | Als speler van PSV                            | Als speler van PSV                            | Als speler van PSV                            | Als speler van PSV                            | 1                                             |
| 5                                             | 2 september 2011                              | Nederland – San Marino                        | 11 – 0                                        | EK-kwalificatie 2012                          |                                               |
| 6                                             | 6 september 2011                              | Finland – Nederland                           | 0 – 2                                         | EK-kwalificatie 2012                          | 29'                                           |
| 7                                             | 7 oktober 2011                                | Nederland – Andorra                           | 1 – 0                                         | EK-kwalificatie 2012                          |                                               |
| 8                                             | 11 oktober 2011                               | Zweden – Nederland                            | 3 – 2                                         | EK-kwalificatie 2012                          |                                               |
| 9                                             | 11 november 2011                              | Zwitserland – Nederland                       | 0 – 0                                         | Vriendschappelijk                             |                                               |
| 10                                            | 15 november 2011                              | Duitsland – Nederland                         | 3 – 0                                         | Vriendschappelijk                             |                                               |
| 11                                            | 26 mei 2012                                   | Nederland – Bulgarije                         | 1 – 2                                         | Vriendschappelijk                             |                                               |
| 12                                            | 7 september 2012                              | Nederland – Turkije                           | 2 – 0                                         | WK-kwalificatie 2014                          |                                               |
| 13                                            | 11 september 2012                             | Hongarije – Nederland                         | 1 – 4                                         | WK-kwalificatie 2014                          |                                               |
| 14                                            | 12 oktober 2012                               | Nederland – Andorra                           | 3 – 0                                         | WK-kwalificatie 2014                          |                                               |
| 15                                            | 14 november 2012                              | Roemenië – Nederland                          | 1 – 4                                         | WK-kwalificatie 2014                          |                                               |
| 16                                            | 6 februari 2013                               | Nederland – Italië                            | 1 – 1                                         | Vriendschappelijk                             |                                               |
| 17                                            | 22 maart 2013                                 | Nederland – Estland                           | 3 – 0                                         | WK-kwalificatie 2014                          |                                               |
| 18                                            | 26 maart 2013                                 | Nederland – Roemenië                          | 4 – 0                                         | WK-kwalificatie 2014                          |                                               |
| Als speler van AS Roma                        | Als speler van AS Roma                        | Als speler van AS Roma                        | Als speler van AS Roma                        | Als speler van AS Roma                        | 2                                             |
| 19                                            | 14 augustus 2013                              | Portugal – Nederland                          | 1 – 1                                         | Vriendschappelijk                             | 17'                                           |
| 20                                            | 6 september 2013                              | Estland – Nederland                           | 2 – 2                                         | WK-kwalificatie 2014                          |                                               |
| 21                                            | 10 september 2013                             | Andorra – Nederland                           | 0 – 2                                         | WK-kwalificatie 2014                          |                                               |
| 22                                            | 11 oktober 2013                               | Nederland – Hongarije                         | 8 – 1                                         | WK-kwalificatie 2014                          | 25'                                           |
| 23                                            | 16 november 2013                              | Japan – Nederland                             | 2 – 2                                         | Vriendschappelijk                             |                                               |
| 24                                            | 19 november 2013                              | Nederland – Colombia                          | 0 – 0                                         | Vriendschappelijk                             |                                               |
| 25                                            | 5 maart 2014                                  | Frankrijk – Nederland                         | 2 – 0                                         | Vriendschappelijk                             |                                               |
| 26                                            | 27 mei 2016                                   | Ierland – Nederland                           | 1 – 1                                         | Vriendschappelijk                             |                                               |
| 27                                            | 1 juni 2016                                   | Polen – Nederland                             | 1 – 2                                         | Vriendschappelijk                             |                                               |
| 28                                            | 4 juni 2016                                   | Oostenrijk – Nederland                        | 0 – 2                                         | Vriendschappelijk                             |                                               |
| 29                                            | 1 september 2016                              | Nederland – Griekenland                       | 1 – 2                                         | Vriendschappelijk                             |                                               |
| 30                                            | 6 september 2016                              | Zweden – Nederland                            | 1 – 1                                         | WK-kwalificatie 2018                          |                                               |
| 31                                            | 7 oktober 2016                                | Nederland – Wit-Rusland                       | 4 – 1                                         | WK-kwalificatie 2018                          |                                               |
| 32                                            | 10 oktober 2016                               | Nederland – Frankrijk                         | 0 – 1                                         | WK-kwalificatie 2018                          |                                               |
| 33                                            | 25 maart 2017                                 | Bulgarije – Nederland                         | 2 – 0                                         | WK-kwalificatie 2018                          |                                               |
| 34                                            | 28 maart 2017                                 | Nederland – Italië                            | 1 – 2                                         | Vriendschappelijk                             |                                               |
| 35                                            | 4 juni 2017                                   | Nederland – Ivoorkust                         | 5 – 0                                         | Vriendschappelijk                             |                                               |
| 36                                            | 9 juni 2017                                   | Nederland – Luxemburg                         | 5 – 0                                         | WK-kwalificatie 2018                          |                                               |
| 37                                            | 31 augustus 2017                              | Frankrijk – Nederland                         | 4 – 0                                         | WK-kwalificatie 2018                          |                                               |
| 38.                                           | 9 november 2017                               | Schotland – Nederland                         | 0 – 1                                         | Vriendschappelijk                             |                                               |
| 39.                                           | 14 november 2017                              | Roemenië – Nederland                          | 0 – 3                                         | Vriendschappelijk                             |                                               |
| 40.                                           | 23 maart 2018                                 | Nederland – Engeland                          | 0 – 1                                         | Vriendschappelijk                             |                                               |
| 41.                                           | 31 mei 2018                                   | Slowakije – Nederland                         | 1 – 1                                         | Vriendschappelijk                             |                                               |
| Als speler van Olympique Marseille            |                                               |                                               |                                               |                                               |                                               |
| 42.                                           | 6 september 2018                              | Nederland – Peru                              | 2 – 1                                         | Vriendschappelijk                             |                                               |
| 43.                                           | 16 oktober 2018                               | België – Nederland                            | 1 – 1                                         | Vriendschappelijk                             |                                               |
| 44.                                           | 6 juni 2019                                   | Nederland – Engeland                          | 3 – 1                                         | UEFA Nations League 2018/19                   |                                               |
| 45.                                           | 9 september 2019                              | Estland – Nederland                           | 0 – 4                                         | EK-kwalificatie 2020                          |                                               |
| 46.                                           | 19 november 2019                              | Nederland – Estland                           | 5 – 0                                         | EK-kwalificatie 2020                          |                                               |

Bijgewerkt op 19 november 2019

## Erelijst
| KNVB Beker           | 1x | 2011/12 |
| Johan Cruijff Schaal | 1x | 2012    |

| Competitie          | Winnaar   | Winnaar   | Runner-up | Runner-up | Derde     | Derde     |
| Competitie          | Aantal    | Jaren     | Aantal    | Jaren     | Aantal    | Jaren     |
| Nederland           | Nederland | Nederland | Nederland | Nederland | Nederland | Nederland |
| ------------------- | --------- | --------- | --------- | --------- | --------- | --------- |
| UEFA Nations League | –         | –         | 1x        | 2018/19   | -         | -         |